# IMPAD1
IMPAD1 (англ. Inositol monophosphatase domain containing 1) – білок, який кодується однойменним геном, розташованим у людей на короткому плечі 8-ї хромосоми. Довжина поліпептидного ланцюга білка становить 359 амінокислот, а молекулярна маса — 38 681.
| 10         |  | 20         |  | 30         |  | 40         |  | 50         |
| ---------- |  | ---------- |  | ---------- |  | ---------- |  | ---------- |
| MAPMGIRLSP |  | LGVAVFCLLG |  | LGVLYHLYSG |  | FLAGRFSLFG |  | LGGEPGGGAA |
| GPAAAADGGT |  | VDLREMLAVS |  | VLAAVRGGDE |  | VRRVRESNVL |  | HEKSKGKTRE |
| GAEDKMTSGD |  | VLSNRKMFYL |  | LKTAFPSVQI |  | NTEEHVDAAD |  | QEVILWDHKI |
| PEDILKEVTT |  | PKEVPAESVT |  | VWIDPLDATQ |  | EYTEDLRKYV |  | TTMVCVAVNG |
| KPMLGVIHKP |  | FSEYTAWAMV |  | DGGSNVKARS |  | SYNEKTPRIV |  | VSRSHSGMVK |
| QVALQTFGNQ |  | TTIIPAGGAG |  | YKVLALLDVP |  | DKSQEKADLY |  | IHVTYIKKWD |
| ICAGNAILKA |  | LGGHMTTLSG |  | EEISYTGSDG |  | IEGGLLASIR |  | MNHQALVRKL |
| PDLEKTGHK  |  |            |  |            |  |            |  |            |

A: Аланін

C: Цистеїн

D: Аспарагінова кислота

E: Глутамінова кислота

F: Фенілаланін

G: Гліцин

H: Гістидин

I: Ізолейцин

K: Лізин

L: Лейцин

M: Метіонін

N: Аспарагін

P: Пролін

Q: Глутамін

R: Аргінін

S: Серин

T: Треонін

V: Валін

W: Триптофан

Кодований геном білок за функцією належить до гідролаз. 
Задіяний у такому біологічному процесі, як ацетилювання. 
Білок має сайт для зв'язування з іонами металів, іоном магнію. 
Локалізований у мембрані, апараті гольджі.